# أليكسيس مينوتيس
الكسيس مينوتيس (8 أغسطس 1900 - 11 نوفمبر 1990، هو ممثل ومخرج يوناني .
هو من مواليد 8 أغسطس 1898 في خانية بجزيرة كريت، وظهر على خشبة المسرح في مسقط رأسه كريت كما كان قائد جوقة عام 1925 حتى عام 1930 خلال هذه الفترة، ظهر في أدوار شكسبير العظيمة في «The Merchant of Venice»، و «King Lear»، و «Macbeth»، ولعب دور البطولة في هاملت. هو متزوج من الممثلة المسرحية والسينمائية كاتينا باكسينو، من الأعضاء المؤسسين للمسرح الوطني في اليونان (الملقب سابقًا بالمسرح الملكي). جاءت أعظم شهرة بعد عودتهم إلى اليونان من هوليوود في الخمسينيات عندما انضموا إلى المسرح الوطني في اليونان وشاركوا في مثل هذه العروض المشهورة مثل "Hecuba" و "Oedipus Rex" و "Medea" في اليونان وخارجها في عام 1946، انتقل الي هوليوود لتظهر في ألفريد هيتشكوك الصورة سيئة السمعة مع كاري غرانت، إنغريد بيرغمان. في نفس العام، ظهر أيضا مع روبرت كامينغز و ميشيل مورغان في المطاردة.
تشمل أفلامه الأخرى صفارة أطلنطس (1949) مع ماريا مونتز، بوي على دولفين (1957) مع صوفيا لورين، وأرض الفراعنة (1955) مع جوان كولينز. توفي 11 نوفمبر 1990 في أثينا، اليونان

## روابط خارجية
- أليكسيس مينوتيس في قاعدة بيانات الأفلام على الإنترنت